# Shilüüstei, Zavkhan
Shilüüstei (tiếng Mông Cổ: Шилүүстэй) là một sum của tỉnh Zavkhan ở miền tây Mông Cổ. Vào năm 2005, dân số của sum là 2.450 người.

## Địa lý
Sum có diện tích khoảng 2.800 km2. Trung tâm sum, Balgatai, nằm cách tỉnh lỵ Uliastai 136 km và thủ đô Ulaanbaatar 930 km.

### Khí hậu
Shilüüstei có khí hậu bán khô hạn. Nhiệt độ trung bình hàng năm ở khu vực này là 0 °C. Tháng ấm nhất là tháng 7, khi nhiệt độ trung bình là 20 °C và lạnh nhất là tháng 1, với -23 °C. Lượng mưa trung bình hàng năm là 173 mm. Tháng ẩm ướt nhất là tháng 7, với lượng mưa trung bình là 38 mm, và khô nhất là tháng 1, với 1 mm.

## Kinh tế
Sum có một trường học, bệnh viện và khu dịch vụ.